# Lydipta senicula
Lydipta senicula är en skalbaggsart som först beskrevs av Bates 1865.  Lydipta senicula ingår i släktet Lydipta och familjen långhorningar. Inga underarter finns listade i Catalogue of Life.